# Freddie Crawford
Frederick Russell Crawford jr., detto Freddie (New York, 23 dicembre 1941), è un ex cestista statunitense, professionista nella NBA.

## Carriera
Venne selezionato dai New York Knicks all'ottavo giro del Draft NBA 1963(63ª scelta assoluta) e di nuovo al quarto giro del Draft NBA 1964 (26ª scelta assoluta).

## Palmarès
- 2 volte campione EPBL (1966, 1967)